# Planul Bakker-Schut

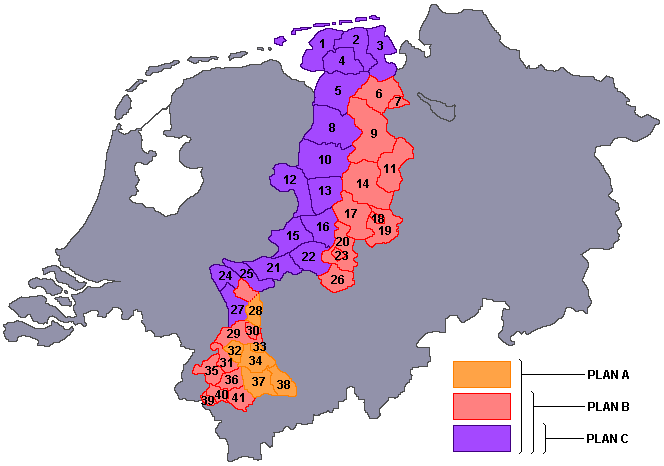
Planul Bakker-Schut. La stânga se află Olanda, la dreapta o parte a Germaniei cunoscut ca Saxonia Inferioară și Renania de Nord-Westfalia. Aria colorată din mijloc erau propuse pentru anexare la Olanda.

Planul Bakker-Schut, sau Planul olandez de anexare a teritoriilor germane după cel de-al Doilea Război Mondial, a fost conceput în Olanda pentru anexarea unor teritorii germane cu titlu de compensații de război. În octombrie 1945 statul olandez a cerut Germaniei compensații de război în valoare de 25 de miliarde de guldeni, dar în februarie 1945, la Conferința de la Ialta, s-a stabilit deja faptul că compensațiile nu vor fi sub forma banilor. Planul care a fost lucrat cel mai detaliat a fost Planul Frits Bakker-Schut, cunoscut apoi ca Planul Bakker-Schut. În forma sa cea mai ambițioasă acest plan includea anexarea orașelor Köln, Aachen, Münster și Osnabrück și urma să mărească Olanda cu o suprafață între 30 - 50 %. Populația locală urma să fie deportată sau, dacă vorbea dialectul german al Țărilor de Jos, urmau să fie „batavizați” (asimilați).
Planul a fost refuzat de SUA, s-a admis doar anexarea unei suprafețe de 69 km2 Germaniei, care în anul 1963 s-a returnat integral Germaniei Federale după ce Germania a plătit compensații în valoare de 280 milioane de mărci germane. Au fost deportați 3.691 de germani, la care Marea Britanie a răspuns prin expulzarea a 100.000 cetățeni germani, care trăiau în Germania.

## Planul Bakker Schut
Planul Bakker Schut a avut trei variante, reprezentate și pe hartă:
- Varianta A cuprindea toată zona colorată și urma să crească suprafața Olandei cu 50%.
- Varianta B
- Varianta C era varianta cea mai moderată.

Explicația hărții cu variantele A, B și C cu specificarea districtelor și orașelor vizate.
| Nr | Nume                    | A | B | C |
| -- | ----------------------- | - | - | - |
| 01 | Norden-Emden            | X | X | X |
| 02 | Wittmund                | X | X | X |
| 03 | Jever-Varel             | X | X | X |
| 04 | Aurich                  | X | X | X |
| 05 | Weener-Leer             | X | X | X |
| 06 | Ammerland               | X | X |   |
| 07 | Oldenburg-Stadt         | X | X |   |
| 08 | Aschendorf-Hümmling     | X | X | X |
| 09 | Cloppenburg-Friesoythe  | X | X |   |
| 10 | Meppen                  | X | X | X |
| 11 | Vechta                  | X | X |   |
| 12 | Grafschaft Bentheim     | X | X | X |
| 13 | Lingen                  | X | X | X |
| 14 | Bersenbrück             | X | X |   |
| 15 | Ahaus                   | X | X | X |
| 16 | Steinfurt               | X | X | X |
| 17 | Tecklenburg             | X | X |   |
| 18 | Osnabrück Stadt         | X | X |   |
| 19 | Osnabrück Land          | X | X |   |
| 20 | Münsterland             | X | X |   |
| 21 | Borken                  | X | X | X |
| 22 | Coesfeld                | X | X | X |
| 23 | Münster Stadt           | X | X |   |
| 24 | Kleve                   | X | X | X |
| 25 | Rees                    | X | X | X |
| 26 | Lüdinghausen            | X | X |   |
| 27 | Geldern                 | X | X | X |
| 28 | Moers                   | X | X |   |
| 29 | Kempen-Krefeld          | X | X |   |
| 30 | Krefeld-Uerdingen       | X | X |   |
| 31 | Erkelenz                | X | X |   |
| 32 | Mönchengladbach         | X |   |   |
| 33 | Neuss                   | X |   |   |
| 34 | Grevenbroich            | X |   |   |
| 35 | Heinsberg-Geilenkirchen | X | X |   |
| 36 | Jülich                  | X | X |   |
| 37 | Bergheim                | X |   |   |
| 38 | Köln                    | X |   |   |
| 39 | Aachen Stadt            | X | X |   |
| 40 | Aachen Land             | X | X |   |
| 41 | Düren                   | X | X |   |